# 桶谷式乳房管理法
桶谷式乳房管理法（おけたにしきにゅうぼうかんりほう、英:Oketani Method）とは、桶谷そとみ（おけたにそとみ、1913年2月8日 - 2004年1月6日）により創始された独自の乳房マッサージ法のこと。『母児一体性の原理』の理念に基づき、母乳哺育全般にわたる指導も含むものである。なお本法においては、マッサージ自体を手技と呼称している。

## 概要
本法における手技は、まずなにより「痛くない」を特徴とすると言われる。そのうえで「母乳がよく出る」ようになることを目指すため、実際には、乳房ケアのほかに母親の食事内容や授乳に対する指導などにより乳質の管理を徹底して行い、授乳から断乳にいたる母乳育児全体を援助する。また授乳を通して母親の母性を目覚めさせ、発揮させることをも目的とする。

## 来歴
本法は、助産師であった桶谷そとみが第二次世界大戦中に旧満州（現在の中国東北部）に開いた助産院で考え出した母乳を出す方法を基礎としており、戦後、富山県高岡市で開業しながら、それまでの体験などを交えて体系化したものである。後に全国からその手技を学びたいという助産師が多く集まるようになったため、1980年4月桶谷式乳房治療手技研鑽会を作り（これは1981年に桶谷式乳房管理法研鑽会と改称）、研修センターを併設し後進の指導を始めた。しかしその後、家族と弟子らとの本法に対する継承権の問題などをめぐり、研修センターが分裂。現在では、桶谷式母乳育児相談室（東京・恵比寿）と桶谷式乳房管理法研鑽会（東京・早稲田）とに分かれて、それぞれ研修センターを設けて、研修・指導を行っている。なお後者を経て認定者となった者も“桶谷式母乳育児相談室”の名称を用いることがあるため、混乱する場合がある。

## 認定制
2つに分派した本法であるが、両派とも桶谷そとみの遺志を継ぎ、創始者存命中と同じように認定制を設けている。したがって本法を行う者は、全員が助産師の資格を持ち、研修を受けるにも臨床経験が必須であるなど条件が厳しく、さらに研修センターでの研修を終え、一定の技術を修得したと認定されなければならない。こうした厳格な認定制により、その手技が質を落とすことなく、高いレベルを保持したまま継承できていることは否定できないが、本法を世の中に広めたいという創始者の願いとは矛盾した結果になっているとの批判もある。